# Percy Hodge

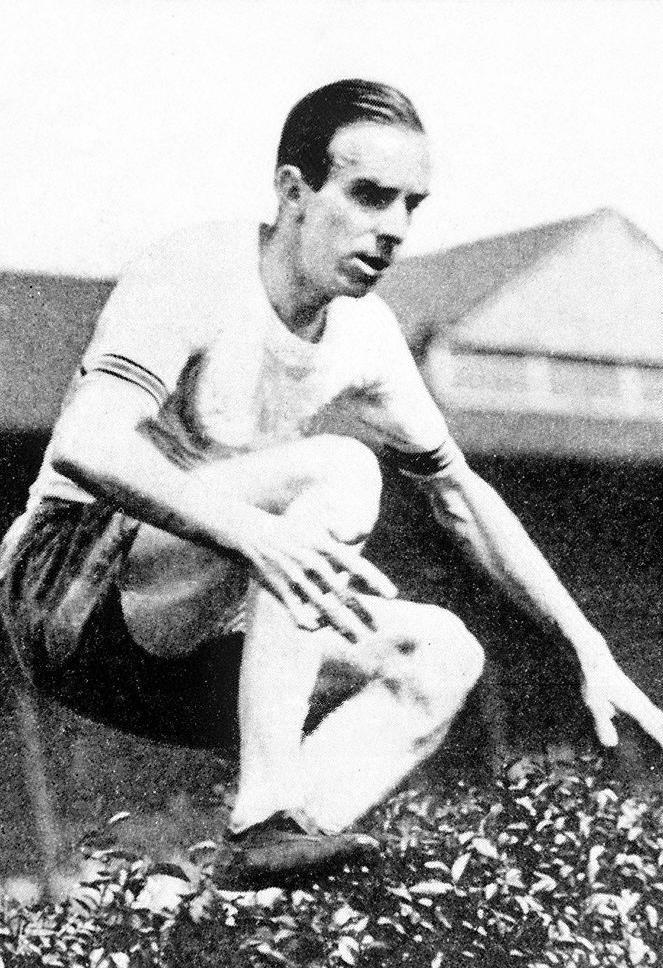
Percy Hodge, 1920

Percy Hodge (* 26. Dezember 1890 auf Herm; † 27. Dezember 1967 in Bexhill-on-Sea, East Sussex) war ein britischer Leichtathlet und Olympiasieger.
Bei den Olympischen Spielen 1920 in Antwerpen wurde der Hindernislauf erstmals über die heute noch übliche Distanz von 3000 Metern ausgetragen. Percy Hodge galt als Favorit auf den Sieg und gewann das Rennen mit einem Vorsprung von über 50 Metern auf den Zweitplatzierten Patrick Flynn und mit einer Zeit von 10:00,4 min. Hodge nahm auch am Vorlauf des 3000-Meter-Mannschaftsrennens teil.